# HD 222451
HD 222451，又名BD+35 5074，SAO 73428、HR 8977，是一颗恒星，视星等为6.23，位于銀經107.46，銀緯-24.02，其B1900.0坐标为赤經23h 35m 40.7s，赤緯+36° -24.02′ 57″。